# Chris Eylander
Chris Eylander (nacido 14 de marzo de 1984 en Sumner, Washington) es un exfutbolista de Estados Unidos.
Cuando era joven, jugó para
United Federal Way. Ganó tres campeonatos con United Federal Way en 1998, 1999 y 2000. Attendó Auburn Riverside High School y 	
fue nombrado jugador del año de Washington en 2002. Attendó Universidad de Washington y jugó para el equipo de universidad desde 2002 de 2005. Durante el universidad, jugó para Premier Development League en el verano.
En 2006, fue seleccionado jugar para Seattle Sounders de USL. En 6 de enero de 2009, se incorporó a Seattle Sounders de MLS. En 18 de abril de 2009, jugó su primer juego completo.